# Северо-Корейское течение
Северо-Корейское течение — одно из холодных течений Японского моря. Фактические представляет собой продолжение Приморского течения, холодные воды которого уходят на юг из залива Петра Великого, который условно принимается за местообразование Северо-Корейского течения. В районе до 38° с. ш. холодные и опреснённые воды Северо-Корейское течения сталкиваются с тёплыми водами Восточно-Корейского, образуя обширный фронт вихрей и струй. Впрочем, в некоторые годы течение выражено довольно слабо. Будучи расположенным в экономической зоне республики Северная Корея, его океанографические свойства изучены слабо. Однако, М. Уда отметил, что «дочернее» Северо-Корейское течение сильнее, чем «родительское» Приморское течение. Согласно его расчётам, ширина течения достигает 100 км, толщина переносимого им слоя затрагивает верхние 50 м, а средняя скорость достигает 25 см/сек.